# Toxorhina simplex
Toxorhina simplex là một loài ruồi trong họ Limoniidae. Chúng phân bố ở miền Australasia.